# مولود جاويش أوغلي
مولود جاويش أوغلي (بالتركية: Mevlüt Çavuşoğlu)‏ (مواليد 5 فبراير 1968 في علانية) هو سياسي واقتصادي تركي، عضو البرلمان التركي والمؤسس المشارك لحزب العدالة والتنمية (AKP). منذ عام 2014، شغل منصب وزير للخارجية

## حياته
ولد في علانية في 5 فبراير 1968 ، تخرج في عام 1988 من قسم العلاقات الدولية في كلية العلوم السياسية في جامعة أنقرة، حاصلاً على شهادة الليسانس في العلاقات الدولية. وفي عام 1991 حصل على درجة الماجستير في الاقتصاد في جامعة لونغ آيلاند في نيويورك وحصل على شهادة الدكتوراه في جامعة بلكنت وكلية لندن للاقتصاد، واتبع "برنامج الخبرات في الاتحاد الأوربي" في عام 1993 في مركز الرابطة الأوربية للأبحاث والتطبيقات في جامعة أنقرة.
في 25 يناير 2010، انتخب بالتزكية، رئيسا للجمعية البرلمانية لمجلس أوروبا، وهو أول تركي تولى المنصب. و يمثل محافظة أنطاليا في البرلمان التركي. انتخب لأول مرة في عام 2002، وهو عضو مؤسس في حزب العدالة والتنمية. كان لبعض الوقت رئيس الجمعية التركية. وعندما كان نائبا برلمانيا، ترأس لجنة الهجرة واللاجئين والسكان.
وهو متزوج ولديه ابن واحد. يتق كلاً من الإنجليزية واليابانية والألمانية، بجانب التركية لغته الأم.

## روابط خارجية
- مولود جاويش أوغلي على موقع IMDb (الإنجليزية)
- مولود جاويش أوغلي على موقع مونزينجر (الألمانية)
- مولود جاويش أوغلي على موقع كينوبويسك (الروسية)